# Microsoft Account
Microsoft Account (precedentemente denominato Windows Live ID e, prima ancora, Passport .NET) è un sistema di autenticazione sviluppato da Microsoft che permette di accedere a numerosi siti web, servizi e applicazioni, utilizzando un unico account. Permette, ad esempio, di accedere ai servizi online Microsoft come Outlook.com, OneDrive, MSN, Office Online, Rete Xbox e Skype.

## Caratteristiche
Nel 2012 tutti gli account Windows Live ID sono diventati Microsoft Account, con un relativo ammodernamento verso il linguaggio di design  Microsoft.

Pannello dell'account Microsoft con i collegamenti alle varie applicazioni on-line, disponibile a partire dal 2012.

## Servizi Microsoft Account
L'account Microsoft (esattamente come quello Google o Apple) fa abilitare o accedere all'ecosistema Microsoft.
I servizi di cui si può usufruire tramite Microsoft Account sono molteplici, tra i più importanti possiamo trovare:
- Windows[1]
- Microsoft Azure[1]
- Microsoft 365[1]
- Microsoft SharePoint[1]
- Microsoft Office[1]
- Rete Xbox (precedentemente Xbox Live)[1]
- Outlook.com (con annessi contatti)[1]
- Microsoft OneDrive (precedentemente SkyDrive)[1]
- Windows 10 Mobile[1]
- Microsoft Store (precedentemente Windows Store)[1]
- Groove Musica[1]
- Film e TV[1]

## Loghi

Logo di Microsoft Passport Network (Passport .NET)
Logo di Windows Live ID (fino al 2012)